# نیومکزیکو (فیلم)
«نیومکزیکو» (انگلیسی: New Mexico) فیلمی در ژانر وسترن به کارگردانی اروینگ ریس است که در سال ۱۹۵۱ منتشر شد.

## بازیگران
- لو آیرس
- مریلین مکسول
- اندی دیواین
- ریموند بر
- لوید کوریگان
- ورنا فلتون